# Међународно првенство Бризбејна 2009 — мушкарци појединачно
Бризбејн интернашонал 2009. — мушкарци појединачно (енгл. Brisbane International) је први професионални АТП тениски турнир у 2009 години. Игра се на у Бризбејну Аустралија, од 4 — 11. јануара на отвореним теренима Тениског центра са тврдом подлогом, за наградни фонд од 484.750 долара. Победник осваја 250 АТП бодова и награду од 77.200 долара, а финалиста 150 бодова и 40.500 долара. Учествују 32 играча из 16 земаља.
Турнир је освојио Чех Радек Штјепанек победивши у финалу Шпанца Фернанда Вердаска са 2:1 (3:6, 6:3, 6:4).

## Списак носилаца
| #  | Име                             | Резултат успешности | Резултат успешности       |
| -- | ------------------------------- | ------------------- | ------------------------- |
| 1  | Новак Ђоковић Србија (3)        | 1. коло             | Ернестс Гулбис Летонија   |
| 2  | Жо-Вилфрид Цонга Француска {6}  | четвртфинале        | Ришар Гаске Француска (7) |
| 3  | Фернандо Вердаско Шпанија (16)  | финале              | Радек Штјепанек Чешка (8) |
| 4  | Робин Седерлинг Шведска (17)    | четвртфинале        | Радек Штјепанек Чешка (8) |
| 5  | Томаш Бердих Чешка {20}         | осмина финала       | Кеј Нишикори Јапан        |
| 6  | Марди Фиш Сједињене Државе (24) | 1. коло             | Јирген Мелцер Аустрија    |
| 7. | Ришар Гаске Француска (25)      | полуфиналке         | Радек Штјепанек Чешка (8) |
| 8  | Радек Штјепанек Чешка (27)      | Финале              | Победник турнира          |

Број у загради иза имена је место на ВТА листи пре почетка турнира

## Резултати

### Шеснаестина финала
4, 5. јануар
| 1.  | Новак Ђоковић Србија (1)            | 4:6, 4:6               | Ернестс Гулбис Летонија        |     |                              |             |                     |
| 2.  | Тејмураз Габашвили Немачка (КВ)     | 3:6, 3:6               | Анри-Пол Матје Француска       |     |                              |             |                     |
| 3.  | Боби Рејнолдс Сједињене Државе (КВ) | 3:6, 2:6               | Кеј Нишикори Јапан             |     |                              |             |                     |
| 4.  | Брајдан Клајн Аустралија (ВК)       | 0:6, 4:6               | Томаш Бердих Чешка {5}         |     |                              |             |                     |
| 5.  | Фернандо Вердаско Шпанија (3)       | 6:4, 6:2               | Бернард Томић Аустралија (ВК)  |     |                              |             |                     |
| 6.  | Амер Делић Сједињене Државе (КВ)    | 6:7(2), 7:6(4), 6:7(6) | Марио Анчић Хрватска           |     |                              |             |                     |
| 7.  | Хуан Карлос Фереро Италија          | 3:6, 6:7(3)            | Флоран Сера Француска          |     |                              |             |                     |
| 8.  | Јирген Мелцер Аустрија              | 6:4, 4:6, 7:6(4)       | Марди Фиш Сједињене Државе (6) |     |                              |             |                     |
| 9.  | Радек Штјепанек Чешка (8)           | 6:2, 6:2               | Игор Куњицин Русија            |     |                              |             |                     |
| 10. | Микаел Љодра Француска              | 5:7, 7:6(3), 6:2       | Џозеф Сиријани Аустралија (КВ) |     |                              |             |                     |
| 11. | Жилијен Бенето Француска            | 3:6, 6:3, 7:5          | Роби Џинепри Сједињене Државе  |     |                              |             |                     |
| 12. | Сем Квери Сједињене Државе          | 3:6, 3:6               | Робин Седерлинг Шведска (4)    |     |                              |             |                     |
| 13. | Ришар Гаске Француска (7)           | 4:6, 6:2, 6:2          | Марк Жикел                     | 14. | Тејлор Дент Сједињене Државе | 7:6(0), 6:2 | Стив Дарсис Белгија |
| 15. | Јарко Нијеминен Финска              | 5:7, 6:1, 6:4          | Маркос Багдатис Кипар          |     |                              |             |                     |
| 16. | Агустин Каљери Аргентина            | 2:6, 5:7               | Жо-Вилфрид Цонга Француска (2) |     |                              |             |                     |

Број у загради иза имена је број носиоца,
КВ - из квалификација
ВК - Вајлд кард
ЛЛ - Срећни губитник

## Осмина финала
6 и 7. јануар
| бр. меча | 1. тенисер                    | Резултат            | 2. тенисер                     |
| -------- | ----------------------------- | ------------------- | ------------------------------ |
| 1.       | Ернестс Гулбис Летонија       | 3:6, 4:6            | Анри-Пол Матје Француска       |
| 2.       | Кеј Нишикори Јапан            | 7:6(7), 6:3         | Томаш Бердих Чешка {5}         |
| 3.       | Фернандо Вердаско Шпанија (3) | 6:2, 6:3            | Марио Анчић Хрватска           |
| 4.       | Флоран Сера Француска         | 6:4, 6:3            | Јирген Мелцер Аустрија         |
| 5.       | Радек Штјепанек Чешка (8)     | 7:6(2), 6:3         | Микаел Љодра Француска         |
| 6.       | Жилијен Бенето Француска      | 3:6, 3:6            | Робин Седерлинг Шведска (4)    |
| 7.       | Ришар Гаске Француска (7)     | 7:5, 6:4            | Тејлор Дент Сједињене Државе   |
| 8.       | Јарко Нијеминен Финска        | 6:0, 6:7(1), 6:7(5) | Жо-Вилфрид Цонга Француска (2) |

## Четвртфинале
| бр. меча | 1. тенисер                    | Резултат      | 2. тенисер                     |
| -------- | ----------------------------- | ------------- | ------------------------------ |
| 1.       | Анри-Пол Матје Француска      | 6:3, 6:4      | Кеј Нишикори Јапан             |
| 2.       | Фернандо Вердаско Шпанија (3) | 4:6, 6:0, 6:3 | Флоран Сера Француска          |
| 3.       | Радек Штјепанек Чешка (8)     | 2:6, 6:4, 6:3 | Робин Седерлинг Шведска (4)    |
| 4.       | Ришар Гаске Француска (7)     | 1:6, 6:4, 6:2 | Жо-Вилфрид Цонга Француска (2) |

## Полуфинале
| бр. меча | 1. тенисер                | Резултат      | 2. тенисер                    |
| -------- | ------------------------- | ------------- | ----------------------------- |
| 1.       | Анри-Пол Матје Француска  | 1:6, 2:6      | Фернандо Вердаско Шпанија (3) |
| 2.       | Радек Штјепанек Чешка (8) | 2:6, 6:2, 6:4 | Ришар Гаске Француска (7)     |

## Финале
| бр. меча | 1. тенисер                    | Резултат      | 2. тенисер                |
| -------- | ----------------------------- | ------------- | ------------------------- |
| 1.       | Фернандо Вердаско Шпанија (3) | 6:3, 3:6, 4:6 | Радек Штјепанек Чешка (8) |

## Квалификације
У квалификацијама за главни турнир одржане су од 2 — 4. јануара. Учествовала су 32 тенисера из 16 зенаља. Победници чатвртфиналих мечеа у квалификацијама пласирају се за главни турнир.

### Списак носилаца
| #  | Име                                 | Резултат успешности | Резултат успешности            |
| -- | ----------------------------------- | ------------------- | ------------------------------ |
| 1  | Тејмураз Габашвили Немачка (65)     |                     | пласирао се за главни турнир   |
| 2  | Боби Рејнолдс Сједињене Државе {70} |                     | пласирао се за главни турнир   |
| 3  | Миша Зверев Немачка (80)            | осминафинала        | Џозеф Сиријани Аустралија      |
| 4  | Томаз Белучи Бразил (85)            | осминафинала        | Андреа Стопини Италија         |
| 5  | Андреј Голубјев Казахстан {89}      | 1. коло             | Питер Лучак Аустралија         |
| 6  | Жил Милер Луксембург (95)           | четвртфинале        | Џозеф Сиријани Аустралија      |
| 7. | Крис Гучоне Аустралија (96)         | 1. коло             | Амер Делић Сједињене Државе    |
| 8  | Кевин Андерсон Јужна Африка (104)   | четвтфинале         | Тејмураз Габашвили Немачка (1) |

Број у загради иза имена је место на ВТА листи пре почетка турнира

### Шеснаестина финала
| бр. меча | 1. тенисер                         | Резултат      | 2. тенисер                      |
| -------- | ---------------------------------- | ------------- | ------------------------------- |
| 1.       | Тејмураз Габашвили Немачка (1)     | 4:6, 6:3, 6:4 | Илија Бозољац Србија            |
| 2.       | Самјуел Грот Аустралија (ВК)       | 6:3, 7:6(1)   | Френк Данчевич Канада           |
| 3.       | Јевгениј Корољов Русија            | 6:2, 6:1      | Мартин Фишер Аустралија         |
| 4.       | Грег Џоунс Аустралија (ВК)         | 6:7(3), 4:6   | Кевин Андерсон Јужна Африка (8) |
| 5.       | Боби Рејнолдс Сједињене Државе {2} | 4:6, 6:2, 6:3 | Михаил Елгин Русија             |
| 6.       | Лука Грегорц Словенија             | 6:4, 6:4      | Јесе Хута Галунг Холандија      |
| 7.       | Симон Штадлер Немачка              | 2:6, 1:6      | Ксавијер Малис Белгија          |
| 8.       | Питер Лучак Аустралија             | 6:3, 6:1      | Андреј Голубјев Казахстан {5}   |
| 9        | Миша Зверев Немачка (3)            | 6:3, 6:4      | Ђовани Лапенти Еквадор          |
| 10.      | Џозеф Сиријани Аустралија          | 6:2,6:4       | Питер Полански Канада           |
| 11.      | Михаил Кукушкин Казахстан          | 7:5, 6:4      | Роберт Смитс Аустралија         |
| 12.      | Колин Ебелтајт Аустралија (ВК)     | 2:6, 2:6      | Жил Милер Луксембург (6)        |
| 13.      | Томаз Белучи Бразил (4)            | 6:4, 6:3      | Карстен Бол Аустралија          |
| 14.      | Џон Изнер Сједињене Државе         | 5:7, 3:6      | Андреа Стопини Италија          |
| 15.      | Марко Круњола Италија              | 6:4, 6:4      | Марк Верит Аустралија           |
| 16.      | Амер Делић Сједињене Државе        | 6:4, 7:5      | Крис Гучоне Аустралија(7)       |

Број у загради иза имена је број носиоца,
ВК - Вајлд кард

## Осмина финала
| бр. меча | 1. тенисер                         | Резултат            | 2. тенисер                      |
| -------- | ---------------------------------- | ------------------- | ------------------------------- |
| 1.       | Тејмураз Габашвили Немачка (1)     | 6:2, 3:6, 3:6       | Самјуел Грот Аустралија         |
| 2.       | Јевгениј Корољов Русија            | 4:6, 4:6            | Кевин Андерсон Јужна Африка (8) |
| 3.       | Боби Рејнолдс Сједињене Државе {2} | 6:2, 6:4            | Лука Грегорц Словенија          |
| 4.       | Ксавијер Малисе Белгија            | предаја             | Питер Лучак Аустралија          |
| 5.       | Миша Зверев Немачка                | 5:7, 1:6            | Џозеф Сиријани Аустралија       |
| 6.       | Михаил Кукушкин Казахстан          | 5:7, 7:6(5), 6:7(4) | Жил Милер Луксембург (6)        |
| 7.       | Томаз Белучи Бразил (4)            | 3:6, 4:6            | Андреа Стопини Италија          |
| 8.       | Марко Круњола Италија              | 4:6, 3:8            | Амер Делић Сједињене Државе     |

## Четвртфинале
| бр. меча | 1. тенисер                         | Резултат         | 2. тенисер                      |
| -------- | ---------------------------------- | ---------------- | ------------------------------- |
| 1.       | Тејмураз Габашвили Немачка (1)     | 6:3, 2:6, 6:0    | Кевин Андерсон Јужна Африка (8) |
| 2.       | Боби Рејнолдс Сједињене Државе {2} | 6:4, 6:7(5), 6:3 | Ксавијер Малис Белгија          |
| 3.       | Џозеф Сиријани Аустралија          | 7:6(5), 7:5      | Жил Милер Луксембург (6)        |
| 4.       | Андреа Стопини Италија             | 6:7(5), 3:6      | Амер Делић Сједињене Државе     |